# キツネ狩りを笑え
『キツネ狩りを笑え』（キツネがりをわらえ、Foxy by Proxy、1952年2月23日）は、アメリカ合衆国の映画会社ワーナー・ブラザースの短編アニメシリーズ「メリー・メロディーズ」の作品である。VHS版での邦題は『どっちがうわて？』、マンガ大作戦での邦題は『狐ちゃんどっち』、ぶっちぎりステージでの邦題は『キツネ狩りは楽しいな！？』

## 製作スタッフ
- 監督：フリッツ・フレレング[1]
- 製作総指揮：エディ・セルツァー
- 音楽：カール・スターリング
- アニメーション製作：ヴァージル・ロス、アーサー・デイビス、マニュエル・ペリッツ、ケン・チャンピン

## あらすじ
今日はキツネ狩りの日。そこにはハンターに飼われる犬たちがいた。中には大柄の割ににまぬけでおバカな犬もいた。バッグスはキツネの着ぐるみ（ハロウィンの衣装）を着て、犬たちを翻弄し、特にまぬけな犬を騙すことに成功する。しかし遂に追い詰められてしまう。バッグスは自分はキツネじゃなくてウサギだと名乗るも、犬たちはウサギ狩りに変更して再びバッグスを追い始める。バッグスは犬たちを崖に誘導させ見事撃退するも、先ほどのまぬけな犬に尻尾を切られてしまう。それでもバッグスは自分の負けを素直に認めながら、満足して帰って行く。

## キャスト
| キャラクター     | 原語版             | ぶっちぎりステージ版 | ビデオ版 | 新吹き替え版 |
| ---------------- | ------------------ | -------------------- | -------- | ------------ |
| バッグス・バニー | メル・ブランク     | 富山敬               | 山口勝平 | 山口勝平     |
| まぬけな犬       | スタン・フレバーグ | ?                    | 梅津秀行 | 大塚明夫     |
| 1匹の犬          | ?                  | ?                    | 長嶋雄一 | ?            |
| ナレーション     | -                  | ?                    | 梅津秀行 | 梅津秀行     |